# Flughafen Guwahati

i8
i11
i13
Der ca. 49 m hoch gelegene Flughafen Guwahati (englisch Guwahati International Airport oder Lokpriya Gopinath Bordoloi International Airport oder Borjhar Airport, IATA-Code: GAU, ICAO-Code: VEGT) ist ein internationaler Flughafen ca. 22 km westlich der Millionenstadt Guwahati im Bundesstaat Assam in Nordostindien; hinsichtlich seines Passagieraufkommens gilt er als der zehnt- oder elftgrößte Flughafen Indiens.

## Geschichte
Der Guwahati Airport wurde im Jahr 1958 eingeweiht. In den darauf folgenden Jahren wurde der Flugplatz vergrößert und mit einer Start-/Landebahn aus Beton oder Asphalt versehen. Im Zeitraum 2018/19 wurden knapp 6 Millionen Passagiere abgefertigt. Im April 2025 soll ein neues Terminalgebäude fertiggestellt werden.

## Verbindungen
Verschiedene indische Fluggesellschaften betreiben mehrmals tägliche Linienflüge zu den wichtigsten Städten Nordindiens (Delhi, Mumbai, Kalkutta); andere Flugziele sind Ahmedabad, Chennai, Hyderabad, Bangalore etc.

## Zwischenfälle
- Am 21. Januar 1955 wurde eine Douglas DC-3/C-47A-25-DK der Indian Airlines (Luftfahrzeugkennzeichen VT-COZ) im Anflug auf den Flughafen Guwahati etwa 15 Kilometer davor in Bäume geflogen. Durch diesen CFIT (Controlled flight into terrain) wurden alle 3 Besatzungsmitglieder getötet, die einzigen Insassen auf dem Frachtflug.[5]

## Sonstiges
- Betreiber des Flughafens ist die Adani Group.
- Die 3110 m lange Start-/Landebahn ist mit ILS ausgestattet.